# محمد نزار
محمد نزار هو ممثل أردني يحمل شهادة بكالوريوس في صناعة الأفلام من معهد SAE في عمان، وتلقى تدريبات في التمثيل والرقص والغناء في أكاديمية ستارداست، ودرس المسرح في جامعة لندن ساوث بانك، كما شارك ضمن طاقم العمل الفني لعدد من الأفلام.
تواجد نزار على الساحة الدولية سبق أعماله العربية، ففي 2013 شارك بالتمثيل في الفيلم الأميركي ماء الورد من إخراج جون ستيورت وبطولة المكسيكي غايل غارسيا برنال. وفي 2016 شارك في الأفلام القصيرة كاثارسيس للمخرجة سندنس مصطفى، ناموس للمخرج سامر البطيخي، وخمسة أولاد وعجل مع النجم العالمي علي سليمان وإخراج سعيد زاغة، وهي أفلام نالت جوائز عديدة.
شارك في مسلسلي عبور للمخرج محمد الحشكي، وقد عُرض خلال موسم رمضان 2019 على شاشة قناة أبوظبي، وسلاح بلا جريمة الذي عُرض بنفس العام.
وفي 2020 شارك بالفيلم الفلسطيني غزة مونامور من إخراج الأخوين طرازان وعرب ناصر، والذي انطلق في مهرجان البندقية السينمائي ومثّل فلسطين في جائزة أوسكار أفضل فيلم دولي 2021، وكذلك بالفيلمين القصيرين أحنّ إليكِ، أحنّ إلي  الذي عُرض بعدة مهرجانات دولية خلال 2020، وسلاحي الذي قام ببطولته.

## أعماله
- ماء الورد (2013)
- كاثارسيس (2016)
- ناموس (2016)
- خمسة أولاد وعجل (2016)
- عبور (2019)[3]
- جن (2019)[3]
- سلاح بلا جريمة (2019)
- غزة مونامور (2020)[1]
- أحنّ إليكِ، أحنّ إلي (2020)[2]
- سلاحي (2020)